# Atrichum
Atrichopsis,  rod mahovnjača iz porodice Polytrichaceae, dio reda Polytrichales. Postoji 19 priznatih vrsta, a tipična je Atrichum undulatum 

## Vrste
1. Atrichum altecristatum (Renauld & Cardot) Smyth & L.C.R.
2. Atrichum androgynum (Müll. Hal.) A. Jaeger
3. Atrichum angustatum (Brid.) Bruch & Schimp.
4. Atrichum brevilamellatum Dixon & Thér.
5. Atrichum crispulum Schimp. ex Besch.
6. Atrichum crispum (James) Sull.
7. Atrichum cylindricum (Willd. ex F. Weber) G.L. Sm.
8. Atrichum flavisetum Mitt.
9. Atrichum longifolium Cardot & Dixon ex Gangulee
10. Atrichum muelleri Schimp.
11. Atrichum nigricans (Müll. Hal. ex Herzog) F.J. Herm.
12. Atrichum oerstedianum (Müll. Hal.) Mitt.
13. Atrichum polycarpum (Müll. Hal.) Mitt.
14. Atrichum rhystophyllum (Müll. Hal.) Paris
15. Atrichum selwynii Austin
16. Atrichum subserratum (Harv. & Hook. f.) Mitt.
17. Atrichum tenellum (Röhl.) Bruch & Schimp.
18. Atrichum undulatum (Hedw.) P. Beauv.
19. Atrichum yakushimense (Horik.) Mizush.